# Női 400 méteres gyorsúszás a 2011-es úszó-világbajnokságon
A női 400 méteres gyorsúszás selejtezőit és döntőjét július 24-én rendezték meg a 2011-es úszó-világbajnokság keretei között.

## Rekordok
|                                 | Név                 | Nemzetiség | Idő     | Helyszín | Dátum            |
| ------------------------------- | ------------------- | ---------- | ------- | -------- | ---------------- |
| Világrekord Világbajnoki rekord | Federica Pellegrini | ITA        | 3:59.15 | Róma     | 2009. július 26. |

## Érmesek
| Arany                             | Ezüst                                  | Bronz                          |
| Olaszország · Federica Pellegrini | Egyesült Királyság · Rebecca Adlington | Franciaország · Camille Muffat |

## Eredmény

### Selejtezők
| Helyezés | Selejtező | Pálya | Név                      | Nemzetiség | Idő     | Megj. |
| -------- | --------- | ----- | ------------------------ | ---------- | ------- | ----- |
| 1        | 4         | 4     | Federica Pellegrini      | ITA        | 4:04.76 | Q     |
| 2        | 3         | 4     | Camille Muffat           | FRA        | 4:05.62 | Q     |
| 3        | 5         | 2     | Lauren Boyle             | NZL        | 4:05.86 | Q, NR |
| 4        | 3         | 6     | Lotte Friis              | DEN        | 4:06.31 | Q     |
| 5        | 5         | 5     | Kylie Palmer             | AUS        | 4:06.38 | Q     |
| 6        | 4         | 6     | Melania Costa Schmid     | ESP        | 4:07.02 | Q, NR |
| 7        | 5         | 4     | Rebecca Adlington        | GBR        | 4:07.38 | Q     |
| 8        | 5         | 3     | Katie Hoff               | USA        | 4:07.93 | Q     |
| 9        | 3         | 5     | Chloe Sutton             | USA        | 4:08.22 |       |
| 10       | 3         | 3     | Shao Yiwen               | CHN        | 4:08.42 |       |
| 11       | 4         | 5     | Bronte Barratt           | AUS        | 4:08.62 |       |
| 12       | 5         | 1     | Andreina Pinto           | VEN        | 4:08.80 | NR    |
| 13       | 4         | 7     | Barbara Jardin           | CAN        | 4:08.81 |       |
| 14       | 3         | 2     | Kapás Boglárka           | HUN        | 4:09.15 |       |
| 15       | 4         | 3     | Jazmin Carlin            | GBR        | 4:09.64 |       |
| 16       | 5         | 7     | Samantha Cheverton       | CAN        | 4:09.81 |       |
| 17       | 4         | 2     | Camelia Potec            | ROU        | 4:10.36 |       |
| 18       | 3         | 7     | Wendy Trott              | RSA        | 4:10.57 |       |
| 19       | 2         | 4     | Nina Rangelova           | BUL        | 4:12.38 | NR    |
| 20       | 4         | 1     | Charetzeni Escobar       | MEX        | 4:13.38 |       |
| 21       | 4         | 8     | Anna Stylianou           | CYP        | 4:15.46 |       |
| 22       | 2         | 5     | Darina Zevina            | UKR        | 4:15.65 |       |
| 23       | 5         | 6     | Song Wenyan              | CHN        | 4:16.26 |       |
| 24       | 2         | 2     | Sycerika McMahon         | IRL        | 4:16.44 |       |
| 25       | 2         | 6     | Julia Hassler            | LIE        | 4:17.61 | NR    |
| 26       | 2         | 3     | Virginia Bardach         | ARG        | 4:18.57 |       |
| 27       | 3         | 1     | Cecilie Johannessen      | NOR        | 4:18.84 |       |
| 28       | 2         | 8     | Katarina Filova          | SVK        | 4:21.14 |       |
| 29       | 1         | 7     | Samantha Arevalo         | ECU        | 4:21.84 | NR    |
| 30       | 3         | 8     | Alexia Benitez           | ESA        | 4:22.59 |       |
| 31       | 1         | 5     | Daniela Kaori Miyahara   | PER        | 4:23.33 |       |
| 32       | 5         | 8     | Kim Ga-Eul               | KOR        | 4:23.94 |       |
| 33       | 1         | 4     | Andrea Cedron            | PER        | 4:25.06 |       |
| 34       | 2         | 1     | Shahd Osman              | EGY        | 4:26.35 |       |
| 35       | 2         | 7     | Benjaporn Sriphanomthorn | THA        | 4:29.65 |       |
| 36       | 1         | 6     | Victoria Chentsova       | MNP        | 5:18.67 |       |
| 37       | 1         | 2     | Jennet Saryyeva          | TKM        | 5:41.09 |       |
| 38       | 1         | 3     | Victoria Ho              | JAM        | DNS     |       |

### Döntő
| Helyezés  | Pálya | Név                  | Nemzetiség | Idő     | Megj. |
| --------- | ----- | -------------------- | ---------- | ------- | ----- |
| Aranyérem | 4     | Federica Pellegrini  | ITA        | 4:01.97 |       |
| Ezüstérem | 1     | Rebecca Adlington    | GBR        | 4:04.01 |       |
| Bronzérem | 5     | Camille Muffat       | FRA        | 4:04.06 |       |
| 4         | 2     | Kylie Palmer         | AUS        | 4:04.62 |       |
| 5         | 6     | Lotte Friis          | DEN        | 4:04.68 | NR    |
| 6         | 3     | Lauren Boyle         | NZL        | 4:06.11 |       |
| 7         | 8     | Katie Hoff           | USA        | 4:08.22 |       |
| 8         | 7     | Melania Costa Schmid | ESP        | 4:09.66 |       |